# Liurana xizangensis
Liurana xizangensis es una especie  de anfibio anuro de la familia Ceratobatrachidae. Se encuentra en la China, en bosques templados en la región del Tíbet a 2300 m s. n. m.. 